# أورة
الأَوْرَة أو النَّسْمَة أو النَّسَمَة أو النَّسَم (بالإنجليزية: Aura) هي اضطراب إدراكي للحواس يصاحب عادة بعض الأمراض مثل: الصداع النصفي ويسبق بعض حالات الصرع كصرع الفص الصدغي.

## أشكال الأورة
يمكن أن تدرك الأورة بعدة أشكال:
- بصرياً: حيث يرى المصاب أضواء كثيرة أو غريبة، أو يرى خطوطًا متعوجة.
- شمياً: حيث يقوم بشم روائح غريبة وهي غير موجودة أصلاً.
- سمعياً: حيث يقوم بسماع أصوات غريبة أو غير موجودة.

## الصداع النصفي والأورة
تحدث الأورة عند 20-30 % من المصابين بالصداع النصفي، حيث تسبق أو ترافق الأورة حدوث نوبات الصداع لديهم وتمتد ما بين 20-40 دقيقة.